# 海潮音 (詩集)
『海潮音』（かいちょうおん）は、上田敏が1905年（明治38年）10月、本郷書院から出版した、おもにヨーロッパの詩人の詩の訳詩集。日本に初めて象徴派の詩を紹介した。
次第に広く読まれ、カール・ブッセの『山のあなたの空遠く 「幸」住むと人のいふ……』やヴェルレーヌの『秋の日の ヴィオロンの ためいきの……』などは、今なお愛誦されている。

## 概要
『海潮音』は、29人の詩人の57篇の訳詞をまとめている。ときに上田敏は32歳、東大の講師だった。イタリア語・プロヴァンス語の詩は、英訳からの重訳という。
彼は、一高の学生だった1895年（明治28年）から、西欧詩壇の現状を『帝国文学』誌などに報じて、日本の文人が主にヴィクトリア朝時代の古い詩に目を向けているのを、警告した。また、新体詩についても1899年、体裁ばかりで真情がないと批判した。そしてこのような状態の改善のため、新しい詩を訳して紹介すべきと思い至ったと、説明されている。
『海潮音』中の訳詩の初出は、1902年12月から1905年9月までの『明星』、『万年青』、『白百合』ほかの雑誌で、初期には古い時代の詩もあったが、上記の事情から次第に高踏派・象徴派の密度が増え、出版直前の1905年6月 - 9月には、高踏派の4篇・象徴派の15篇を、たたみ込むように『明星』誌上に訳出し、以前の分を加え、高踏派の詩6篇・象徴派の詩22篇を巻中に納めている。
上記の集計で、高踏派に数えたのは、シャルル＝マリ＝ルネ・ルコント・ド・リール、シュリ・プリュドム、ホセ・マリア・エレディア（José-Maria de Heredia）、フランソワ・コペー（François Coppée）である。
象徴派に数えたのは、ボードレール、マラルメ、ヴェルレーヌ、ヴェルハーヘン、ジョルジュ・ローデンバッハ（Georges Rodenbach）、ジャン・モレアス（Jean Moréas）、アルベール・サマン（Albert Samain）、フランシス・ヴィレ・グリフィン（Francis Vielé-Griffin）、アンリ・ド・レニエ（Henri de Régnier）である。
そのほかが、ダンテ、シェイクスピア、ハイネ、ユーゴー、ブラウニング、シュトルム、ゲブリエル・ロセッティ、テオドール・オーバネル（Théodore Aubanel）、クリスティーナ・ロセッティ、アルトゥロ・グラーフ（Arturo Graf）、ヘリベルト・フォン・ポシンゲル（Heriberte von Poschinger）、パウル・バルシュ（Paul Barsch）、オイゲン・クロアサン（Eugen Croisant）、ヴィルヘルム・アレント（Wilhelm Arent）、カール・ブッセ、ダンヌンツィオである。
出版当時、日露戦争のため満州に出征中の森鷗外に献呈された。
『海潮音』の象徴詩は、蒲原有明、北原白秋、三木露風らの詩風に影響を与えたものの、『海潮音』はただちには世に広まらず、1908年に再版して暫くとどまり、1916年の訳者の没後に次第に知られて、名著の評価が定着した。

## 主な復刻・改版
- 『海潮音』名著複刻版、ほるぷ出版 日本近代文学館（1980年）
- 『海潮音』、新潮文庫（矢野峰人解説、1952年、改版2006年ほか）ISBN 4101194017
- 『上田敏全訳詩集』、山内義雄・矢野峰人編、岩波文庫（1962年、改版2010年）ISBN 4003103416
- 『日本の詩歌 28 訳詩集』所収、河盛好蔵監修、中央公論新社（新装・オンデマンド版 2003年）
- 『海潮音』復刻「愛蔵版詩集シリーズ」日本図書センター（2006年）
- 『近代浪漫派文庫12　土井晩翠／上田敏』、新学社（2006年）ISBN 4786800708